# Zastava Lihtenštajna
Zastava Lihtenštajna sastoji se od dviju jednako širokih vodoravnih pruga plave i crvene boje, sa zlatnom krunom u gornjem lijevom kutu. Boje su najvjerojatnije s livreja kneževskih dvora iz 18. stoljeća. Kruna je dodana 1937. godine, kada je Lihtenštajnska olimpijska reprezentacija primijetila da je zastava identična zastavi Haitija. Dizajn krune promijenjen je 1982. godine. Omjer širine i dužine zastave je 3:5.

## Vanjske poveznice
- Flags of the World